# Pat Flaherty
George Francis Flaherty, Jr., ameriški dirkač Formule 1, * 6. januar 1926, Glendale, Kalifornija, ZDA, † 9. april 2002, Oxnard, Kalifornija, ZDA.
George Francis Flaherty, Jr., bolj znan kot Pat Flaherty, je pokojni ameriški dirkač . Med letoma 1950 in 1959 je petkrat sodeloval na prestižni dirki Indianapolis 500, ki je takrat štela tudi za točke prvenstva Formule 1, in zmagal v leta 1956. Leta 2002 je umrl za rakom.